# Mimoň
Mimoň (en allemand : Niemes) est une ville du district de Česká Lípa, dans la région de Liberec, en République tchèque. Sa population s'élevait à 6 387 habitants en 2025.

## Géographie
Mimoň se trouve à 14 km à l'est-sud-est de Česká Lípa, à 27 km au sud-ouest de Liberec et à 68 km au nord-nord-est de Prague.

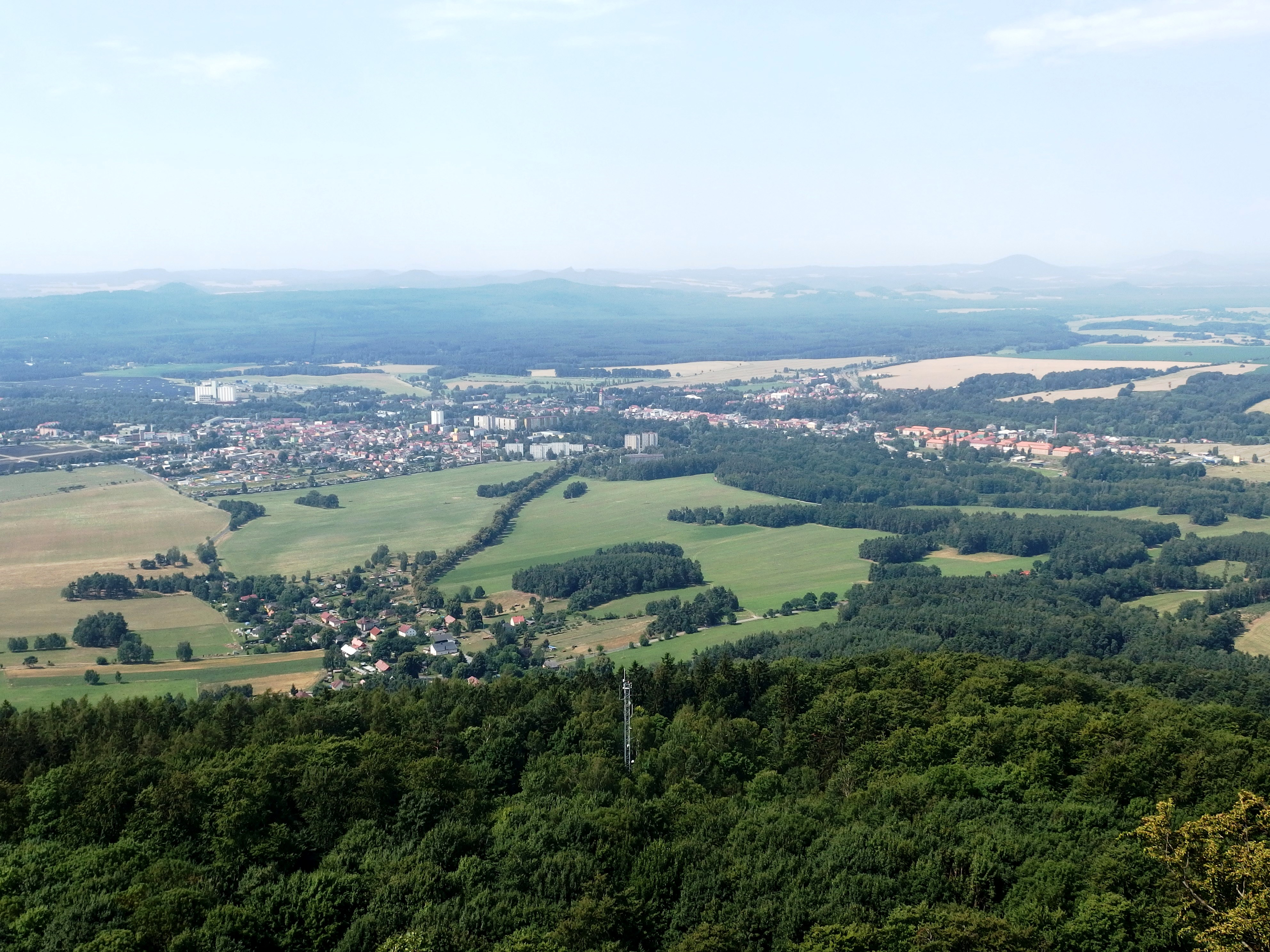
Mimoň : vue générale.

La commune est limitée par Pertoltice pod Ralskem au nord, par Noviny pod Ralskem au nord-est, par Ralsko à l'est, au sud et à l'ouest, et par Bohatice au nord-ouest.

## Histoire
La première mention écrite du village date de 1262.

## Transports
Par la route, Mimoň se trouve à 15 km de Česká Lípa, à 39 km de Liberec et à 91 km de Prague.

## Jumelages
- Oelsnitz/Erzgeb. (Allemagne)
- Złotoryja (Pologne)
- Nová Baňa (Slovaquie)